# 库隆 (卡尔瓦多斯省)
库隆（法語：Coulombs）是法国卡尔瓦多斯省的一个旧市镇，属于卡昂区。该市镇总面积4.43平方公里，2009年时的人口为452人。

## 人口
库隆人口变化图示
| 数据来源：INSEE |